# Nona Karadjova
Nona Karadjova (née le 28 août 1960), est une femme politique bulgare. Elle est ministre de l'Environnement et de l'Eau entre le 27 juillet 2009 et le 12 mars 2013.